# 李泽厚
李泽厚（1930年6月13日—2021年11月2日），湖南寧鄉人，生于湖北汉口，中国哲学家、美学家、中国思想史学家，前中华美学学会副会长。曾担任中国社会科学院研究员、华东师范大学思勉人文高等研究院、德国图宾根大学、美国威斯康星大学、密歇根大学、科罗拉多学院、斯沃斯莫尔学院客席教授、客席讲座教授，中華民國中央研究院客席讲座研究等职。曾任第七届全国人大代表，第七屆全國人大教育科學文化衛生委員會委員。李泽厚被认为是1980年代中国大陆“新启蒙运动”的代表人物之一，是“美学热”启蒙思潮的引领者，在当时知识分子群体中拥有极大影响力。

## 生平

### 中华民国时期
1930年6月13日，李澤厚出生於湖北漢口，高祖李朝斌是湘军高级将领，初为曾国藩水师的营哨官，后累官至江南提督，《清史稿》有传。祖父李同寿曾任云南知州，辛亥革命前辞官回乡。父亲李進，大学预科，是邮政局的高級職員，李澤厚4歲時回到宁乡县道林镇老家生活。1942年，父親病逝後，剩母親做小學老師維持家計。
1942年，李泽厚考入宁乡靳江中學，這時最愛讀魯迅和冰心，詩詞最愛辛棄疾。1945年秋，考上湖南省立第一中学，因為經濟困頓，只好進了有公費補助的湖南第一师范学院。因為時局動盪學校氛圍也愈發陰沉，也因為這樣李澤厚選擇自己學習、讀書，接觸了馬克思主義。1948年夏，從一師畢業後便失學了，一直到1949年才找到工作，在道林鎮做小學教師，同年母親病逝。

### 中华人民共和国时期
1950年，李澤厚考入北京大学哲學系，與馮友蘭、任繼愈兩位老師交往最深。1954年畢業，因為患有結核病的關係沒有單位接收，隔年分配至中國科學院哲學研究所工作。他在1955年的美学大讨论中崭露头角，1950年代以重實踐、尚“人化”的“ 客觀性與社會性相統一”的美學觀卓然成家。
文化大革命结束以後，在哲學、美學和思想史方面均有所建樹。李泽厚于1980年底发表《美的历程》一书，引领了“美学热”，也成为“文化热”和新启蒙运动的先导。他也是最早公开支持朦胧诗的美学家，《文艺报》1981年第2期发表了他的文章《画廊谈美》，为朦胧诗派的年轻诗人和《星星画展》辩护。
1989年六四事件中，5月14日李泽厚与刘再复、戴晴、严家其等12人前往北京天安门广场，戴晴宣读了他们共同完成的《我们对今天局势的紧急呼吁》，要求中央当局将这次学潮定性为“爱国民主运动”，并呼吁学生暂时撤离广场。六四事件后，李泽厚的作品被禁数年，他本人也受到中共和共產黨人批判，被指毒害了一代年轻人，并被禁止离境。

### 移居美国
1992年初，由于持续受到国外学术和政治组织的压力，李泽厚才獲准移居美國，曾任教于美国科羅拉多學院。1999年退休，旅居美国科罗拉多。
2021年11月3日上午11点57分逝世，享壽91岁。

## 荣誉
1988年当选巴黎国际哲学院院士，1998年获美国科罗拉多学院荣誉人文学博士学位。

## 思想
李泽厚宣揚儒家主情論，以“告別革命”說為轟轟烈烈的1980年代文化热劃上了一個句號。
李澤厚曾表示：“民族主義，是很危險的事情。今天在世界任何地方都要反對民族主義。民族主義是最容易煽動民眾感情的一種主義。”但也有人認為李澤厚雖然反對民族主義，可沒有擺脫傳統“華夷之辨”的思想。2006年在有关施琅问题的讨论中，他提出了李自成如果胜利了，要比少數民族建立的清朝强很多的观点。

## 著作
李泽厚著有《美的历程》、《美学四讲》、《华夏美学》（合称《美学三书》）、《中国（古代、近代、现代）思想史论》、《批判哲学的批判》、《走我自己的路》、《李澤厚哲學美學文選》等。發表論文百餘篇，主要有《孔子再評價》、《漫述莊禪》、《啟蒙與救亡的雙重變奏》、《漫說西體中用》、《關於中國美學史的幾個問題》。
香港天地图书公司1995年出版《告別革命：回望二十世紀中國》，为李泽厚与刘再复的对话录，由刘再复执笔，在中国大陆与海外学界都产生巨大影响。该书于1999年由台北麦田出版公司编入“麦田人文”图书系列，王德威主编。

## 家庭
- 妻子：與李澤厚育有一子。
- 兒子（1977年-）：計算機專業畢業，從事電腦軟件工作。

## 评价
汉学家余英时曾评价他：“通过（他的）书籍，他使得一整代中国青年知识分子从共产主义的意识形态之中解放了出来”。
清华大学教授秦晖怀疑“告别革命”一说。秦晖说李泽厚在九十年代中国大下岗时期提出此论是为了阻止由此带来的新一场革命，但李泽厚误以为十月革命主因是一个小集团阴谋煽动，而非斯托雷平的“警察式改革”，如此这般反对革命，无异于用寡头主义压制民粹主义，反而姑息了十月革命的真正诱因。